# Drittschuldner
Drittschuldner wird im Zwangsvollstreckungsrecht der Schuldner einer gepfändeten Forderung oder bei der Abtretung der Schuldner einer abgetretenen Forderung bezeichnet. 

## Allgemeines
Der Drittschuldner ist also der Schuldner des Schuldners des Pfändungsgläubigers oder Abtretungsgläubigers (Zessionar), der die Pfändung betreibt oder die Abtretung vornimmt. Der Begriff Drittschuldner dient zur Abgrenzung vom Vollstreckungsschuldner oder Schuldner, der bezüglich der gepfändeten/abgetretenen Forderung der Gläubiger ist. Außerdem wird der Begriff Drittschuldner auch im Bankwesen bei der Sicherungsabtretung oder Verpfändung von Forderungen für dieselbe Fallkonstellation verwendet.

## Beispiele
- Wird der Arbeitslohn eines Schuldners gepfändet, ist dessen Arbeitgeber als Schuldner der Lohnzahlung Drittschuldner in diesem Sinne.
- Bei der Lohn- und Gehaltsabtretung ist der Drittschuldner der Arbeitgeber des Kreditnehmers, der von einem Kreditinstitut einen besicherten Kredit erhalten hat.
- Besitzt eine GmbH eine Forderung gegen einen Gesellschafter auf Einzahlung/Erhöhung des Stammkapitals, so kann ein Dritter (Gläubiger der GmbH) diese Forderung mit einem Pfändungs- und Überweisungsbeschluss oder einer Pfändungs- und Einziehungsverfügung an sich ziehen. Dann wird der Gesellschafter Drittschuldner. Der Gläubiger verfolgt sein Begehren mit einer Drittschuldnerklage. Der GmbH muss der Streit verkündet werden.

Die Pfändung einer Forderung wird mit der Zustellung an den Drittschuldner wirksam (§§ 828 ff. ZPO).
Der Drittschuldner hat den Vollstreckungsgläubiger auf Verlangen innerhalb von zwei Wochen durch die sogenannte Drittschuldnererklärung (DSE) über die Erfolgsaussichten der Pfändung zu unterrichten (§ 840 ZPO).